# Charles Irénée Castel de Saint-Pierre

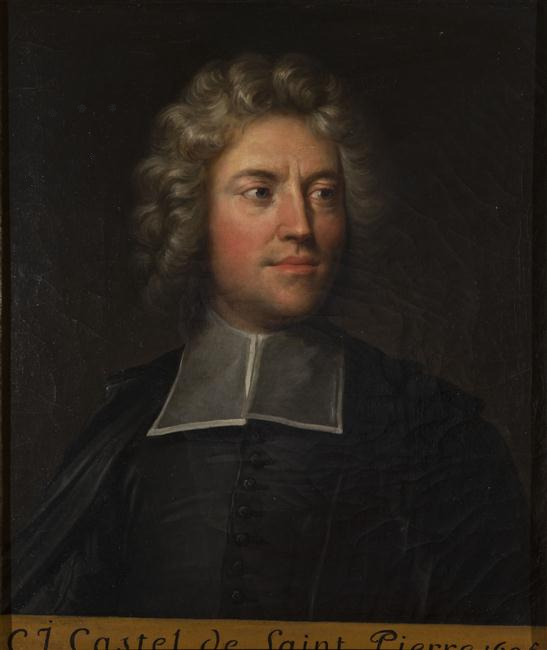
Charles Irénée Castel de Saint-Pierre

Charles Irénée Castel de Saint-Pierre, bekannt als Abbé de Saint-Pierre (* 18. Februar 1658 in Saint-Pierre-Église; † 29. April 1743 in Paris) gilt als einer der einflussreichsten Aufklärer und war ein französischer Geistlicher, Sozialphilosoph und Publizist. Sein Ziel war ewiger Friede in Europa.

## Leben
Die Eltern von Abbé de Saint-Pierre waren Charles Castel, Marquis de Saint Pierre († 1676) und Madeleine Marie Gigault de Bellefonds (ca. 1625–1664). Er hatte noch weitere Geschwister, so François Antoine Castel († 1709), Françoise Madeleine Castel, Bon Thomas Castel, Marquis de Saint Pierre (ca. 1645–1712), Louis Hyacinthe Castel de Saint-Pierre, Comte de Saint Pierre (1649–1748), Bernardin Castel († 1701), Marie Thérèse Castel (* 1658) und Suzanne Laurence Castel. Seine Mutter starb früh, weshalb er bei seiner Tante in Rouen aufwuchs. Seine ersten schulischen Unterweisungen erhielt er durch die Jesuiten. Als auch sein Vater 1676 starb, ging er zum Theologiestudium nach Caen und wurde zum Priester geweiht. Er übte den Beruf als Priester jedoch nicht aus. Er war Gelehrter und Publizist, interessierte sich jedoch auch für Physik und Mathematik. 1680 zog er nach Paris. Obwohl er von eher zerbrechlicher Natur war, erreichte er ein hohes Alter.

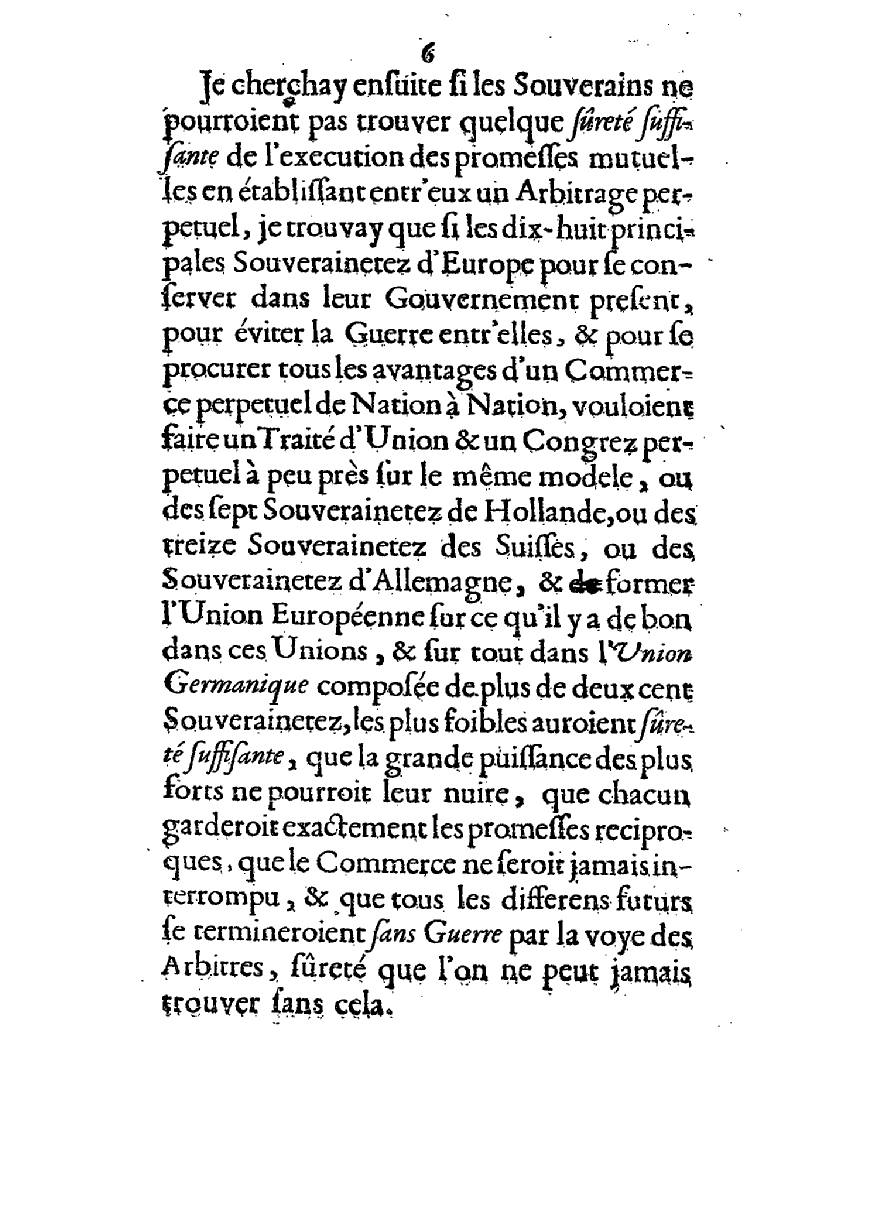
S. 6 aus dem Projet pour rendre la paix perpétuelle en Europe par l’abbé Castel de Saint-Pierre (1712) mit dem ersten Vorschlag einer Europäischen Union

In den Jahren von 1712 bis 1717 entwickelte er den Plan eines ewigen Friedens in Europa („Projet pour rendre la paix perpétuelle en Europe“). Als Mitglied der Académie française entfachte Charles-Irénée Castel 1718 einen Streit zwischen Traditionalisten und Reformern, der seinen Ausschluss aus der Akademie nach sich zog. Als Vertreter der Frühaufklärung befasste er sich unter anderem mit der Frage, ob sich das innerstaatliche Vertragsmodell auch auf die zwischenstaatliche Ebene übertragen ließe. Er glaubte an die Fähigkeit des Menschen, sich zu vervollkommnen, was jedoch politischer und sozialer Reformen und neuer Institutionen bedürfe. Ein gutes Leben sei nur zu erlangen, wenn Vorurteile, Unwissenheit und der Aberglaube überwunden würden. Als einer der ersten schlug er vor, durch einen europäischen Staatenbund Kriege zu verhindern.
Entgegen einem lange Zeit verbreiteten Mythos war Saint-Pierre nicht als Unterhändler am Zustandekommen des 1713 unterzeichneten Friedens von Utrecht beteiligt, welcher den spanischen Erbfolgekrieg beendete. Seine Ideen zum Projekt eines „universellen Friedens zwischen den Nationen“ entwickelte er bereits seit 1708, publizierte es aber in unterschiedlichen Versionen erst ab 1712. Darin schlug er unter anderem die Unantastbarkeit der bestehenden Grenzen vor (um Eroberungskriegen einen Riegel vorzuschieben und somit einen Hauptgrund für Kriege zwischen den Staaten entfallen zu lassen) und das Gebot der Nichteinmischung in die inneren Angelegenheiten anderer Staaten (auch um so zu verhindern, dass Bürgerkriege von außen angeheizt werden). Die Einmischung in die Souveränität eines Staates sollte lediglich gestattet sein, um dessen jeweilige Verfassungsordnung vor einem Umsturz zu bewahren. Ein permanent tagender Friedenskongress sollte die Einhaltung dieser Grundsätze garantieren.
Im Jahr 1718 veröffentlichte er die „Polysynodie oder die Mehrheit der Räte“. Offen kritisierte er darin die Politik des verstorbenen Louis XIV. und wurde daraufhin von der französischen Akademie ausgeschlossen. In den literarischen Salons von Paris war er jedoch weiterhin ein willkommener Gast, und die Schwägerin des verstorbenen Königs sowie Mutter des nunmehrigen Regenten, Liselotte von der Pfalz, bediente sich seiner als Beichtvater.
Zusammen mit Pierre-Joseph Alary (1689–1770) gründete er im Jahre 1724 den Club de l’Entresol, einen offenen Gesprächskreis nach englischem Vorbild, der bis 1731 bestand.
In seinen letzten beiden Lebensjahrzehnten pflegte er enge Beziehungen zu Kardinal Fleury und dem späteren Kriegsminister d’Argenson, zwei einflussreichen Persönlichkeiten des Hofes von Versailles. Außerdem korrespondierte er mit zahlreichen Größen des französischen Geisteslebens, so u. a. mit Voltaire. Seine Briefe schloss er jeweils mit der Parole ab: Le paradis aux bienfaisants (das Paradies für die Wohltuenden/Wohltäter)!

## Rezeption
Abbé de Saint-Pierres Projet pour rendre la paix perpétuelle en Europe machte ihn in der europäischen Gelehrtenwelt bekannt und beeinflusste namentlich Jean-Jacques Rousseau und Immanuel Kant. Rousseau und später auch Kant stimmten mit Abbé de Saint-Pierre darin überein, dass die „Überwindung des Absolutismus“ sowie die „Errichtung einer republikanischen Verfassung“ notwendige Bedingungen einer internationalen Rechts- und Friedensordnung seien. Für eine Umsetzung dieser Ideen war die Zeit allerdings noch nicht reif.
Ein Teil seiner Vorstellungen gilt bis heute als widersprüchlich. So wollte Abbé de Saint-Pierre die Machtfülle eines Monarchen durch die Errichtung eines internationalen Schiedsgerichts beschränken, ohne die Monarchie selbst ausdrücklich in Frage zu stellen. Weitsichtig ist hingegen die Anregung, „zwischen allen christlichen Herrschern ein dauerndes, ewiges Bündnis zum Zweck der Erhaltung eines ununterbrochenen Friedens in Europa“ zu errichten. Sein institutioneller Entwurf beinhaltete einen ständigen Bundesrat mit 24 staatlichen Mitgliedern. Jeder Staat sollte autonom bleiben mit Ausnahme der zwischenstaatlichen Streitschlichtung, der Außen-, Zoll- und Militärpolitik. Eine Abänderung sollte nur mit der Zustimmung sämtlicher Mitglieder möglich sein.
Erst im Jahrhundert der Weltkriege wurden viele seiner Ideen mit der Schaffung von internationalen Organisationen wie der EU und der UNO umgesetzt.

## Werke

### Originale
- Projet pour rendre la paix perpétuelle en Europe (1712/1717) Ausgabe von 1712 bei Gallica, Ausgabe von 1717, Gallica
- Discours sur la Polysynodie (1718)
- Projet de taille tarifée (1723)
- Annales Politiques (posthum 1757)

### Übersetzungen
- Castel de Saint-Pierre. Der Traktat vom ewigen Frieden (1713). Übers. v. Friedrich v. Oppeln-Bronikowski. Reihe: „Klassiker der Politik“, Bd. 4. Berlin: Hobbing, 1922. Link zur Online-Ausgabe (DNB, 2015): http://d-nb.info/1074162676.